# Istituto delle Minime Suore del Sacro Cuore

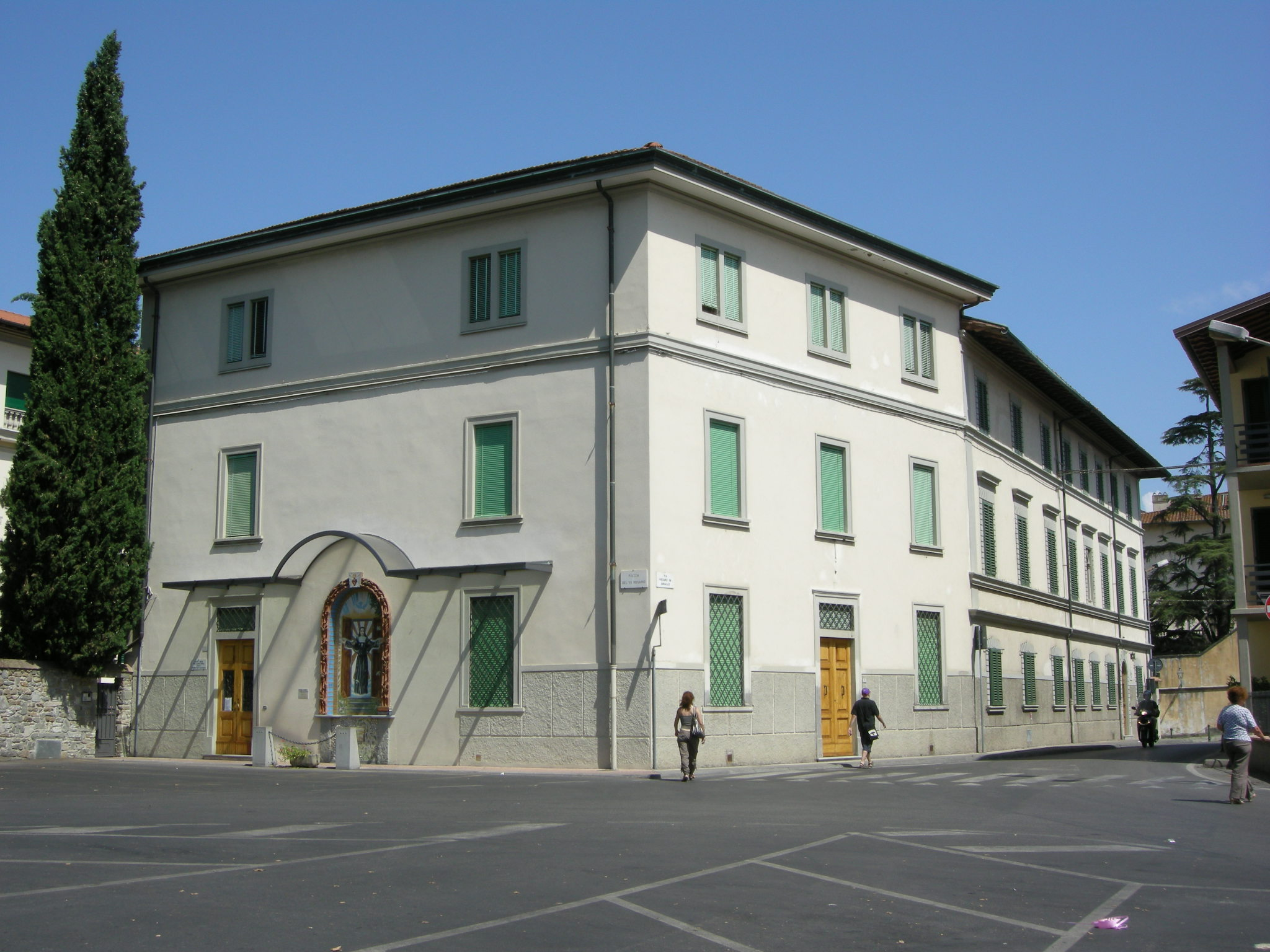
Casa madre dell'Istituto a Poggio a Caiano

L'Istituto delle Minime Suore del Sacro Cuore si trova a Poggio a Caiano sulla sommità dello stesso colle che ospita la villa medicea; l'edificio principale si trova infatti tra l'ingresso della villa sulla strada Firenze-Pistoia (ex strada Regia) e la piazza antistante la propositura di Santa Maria del Rosario.

## Storia e descrizione

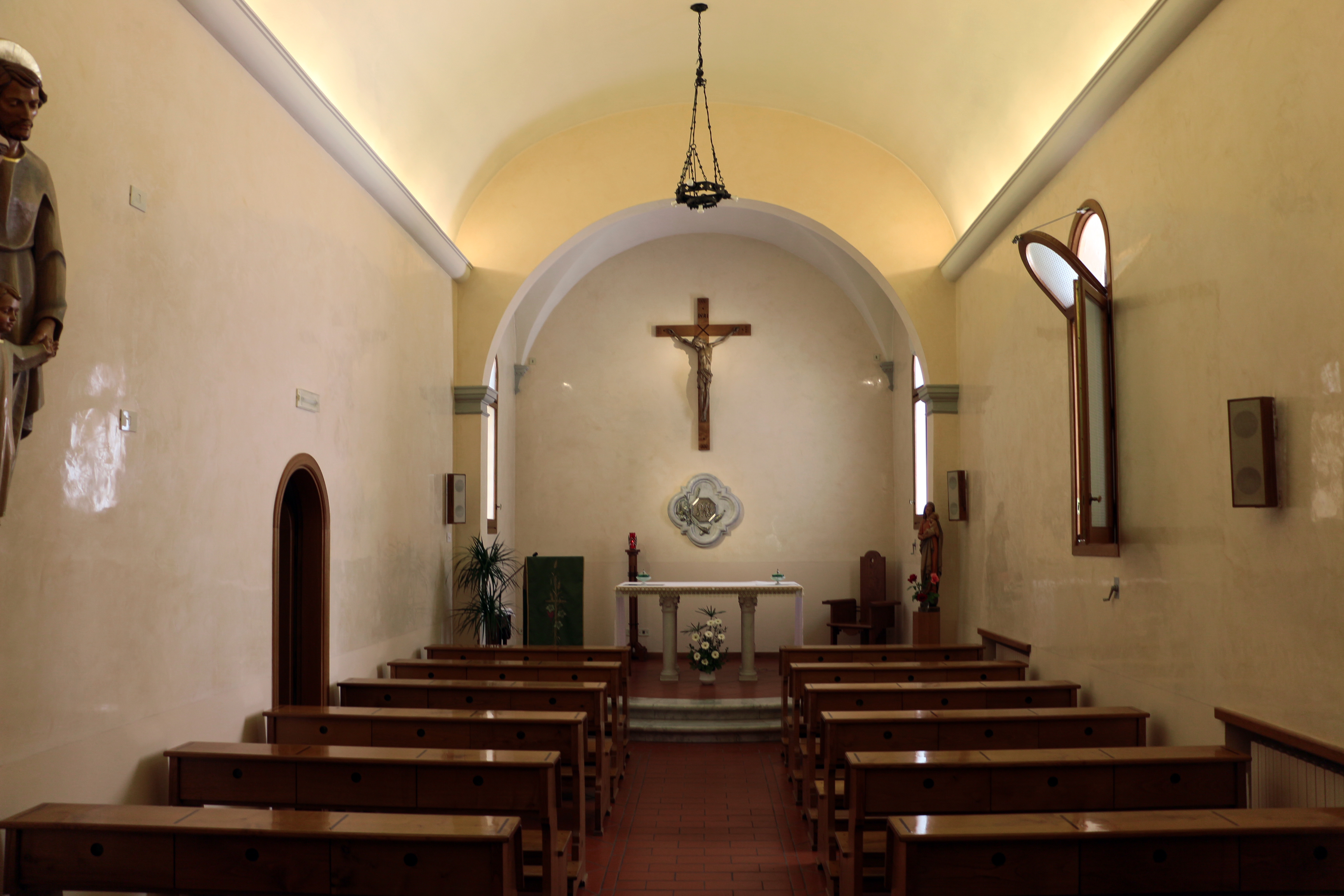
Interno della chiesa delle suore

L'edificio è casa madre e sede generalizia della congregazione delle minime suore del Sacro Cuore, fondata nel 1902 dalla Beata Maria Margherita Caiani.
La costruzione, relativamente recente, è nata su preesistenti edifici ("case Inverni") ed infatti sullo spigolo di NE ospita un tabernacolo con affresco raffigurante una Madonna con Bambino databile al secondo XVI secolo ed attribuito a Giulio Parigi.
L'edificio fa parte di un complesso molto più vasto, con un vasto giardino recintato (posto sul luogo di un antico "uccellare" granducale), che ospita tra l'altro, una chiesa e strutture scolastiche.